# Amphipyra restricta
Amphipyra restricta là một loài bướm đêm trong họ Noctuidae.